# Tương tác mạnh

Trong vật lý hạt nhân và vật lý hạt, tương tác mạnh là cơ chế gây ra lực hạt nhân mạnh, và là một trong bốn tương tác cơ bản đã biết, với những tương tác khác là điện từ, tương tác yếu và lực hấp dẫn. Trong khoảng 10−15 m (1 femtometer), lực tương tác mạnh gấp xấp xỉ 137 lần lực điện từ, mạnh gấp một triệu lần lực tương tác yếu và mạnh gấp 1038 lần lực hấp dẫn. Lực hạt nhân mạnh giữ hầu hết các vật chất bình thường lại với nhau bởi vì nó trói các hạt quark thành các hạt hadron như proton và neutron. Ngoài ra, lực mạnh liên kết các neutron và proton này để tạo ra hạt nhân nguyên tử. Phần lớn khối lượng của một proton hoặc neutron thông thường là kết quả của năng lượng trường lực mạnh; các quark riêng lẻ chỉ cung cấp khoảng 1% khối lượng của một proton.
Tương tác mạnh có thể quan sát được ở hai phạm vi và là trung gian của hai hạt tải điện. Ở quy mô lớn hơn (khoảng 1 đến 3 fm), đó là lực (do các meson mang) liên kết các proton và neutron (nucleon) với nhau để tạo thành hạt nhân của nguyên tử. Ở quy mô nhỏ hơn (nhỏ hơn khoảng 0,8 fm, bán kính của một nucleon), đó là lực (do gluon mang theo) giữ các hạt quark lại với nhau để tạo thành proton, neutron và các hạt hadron khác. Trong bối cảnh sau, nó thường được gọi là lực màu. Lực mạnh vốn có một cường độ cao đến mức các hạt hadron bị ràng buộc bởi lực mạnh có thể tạo ra các hạt có khối lượng lớn mới. Do đó, nếu các hạt hadron bị tác động bởi các hạt năng lượng cao, chúng sẽ tạo ra các hạt hadron mới thay vì phát ra bức xạ chuyển động tự do (gluon). Tính chất này của lực mạnh được gọi là sự hạn chế màu sắc, và nó ngăn cản sự "phát xạ" tự do của lực mạnh: thay vào đó, trong thực tế, các phản lực của các hạt có khối lượng lớn được tạo ra.
Trong bối cảnh của hạt nhân nguyên tử, cùng một lực tương tác mạnh (liên kết các quark trong một nucleon) cũng liên kết các proton và neutron với nhau để tạo thành một hạt nhân. Với khả năng này nó được gọi là lực hạt nhân (hay lực mạnh dư). Vì vậy, chân không từ tương tác mạnh giữa proton và neutron cũng liên kết các hạt nhân với nhau. Do đó, tương tác mạnh còn lại tuân theo một hành vi phụ thuộc vào khoảng cách giữa các nucleon hoàn toàn khác với khi nó hoạt động để liên kết các quark trong nucleon. Ngoài ra, sự khác biệt tồn tại trong năng lượng liên kết của lực hạt nhân của phản ứng tổng hợp hạt nhân và sự phân hạch hạt nhân. Phản ứng tổng hợp hạt nhân chiếm hầu hết sản lượng năng lượng trên Mặt trời và các ngôi sao khác. Sự phân hạch hạt nhân cho phép phân rã các nguyên tố và đồng vị phóng xạ, mặc dù nó thường là trung gian của tương tác yếu. Về mặt nhân tạo, năng lượng liên kết với lực hạt nhân được giải phóng một phần trong năng lượng hạt nhân và vũ khí hạt nhân, cả trong vũ khí phân hạch dựa trên uranium hoặc plutonium và trong vũ khí nhiệt hạch như bom khinh khí.
Tương tác mạnh được thực hiện bởi sự trao đổi các hạt không khối lượng gọi là gluon hoạt động giữa các quark, phản quark và các gluon khác. Gluons được cho là tương tác với quark và các gluon khác bằng một loại điện tích gọi là điện tích màu. Điện tích màu tương tự như điện tích điện từ, nhưng nó có ba loại (± đỏ, ± xanh lục, ± xanh lam) chứ không phải một, dẫn đến một loại lực khác, với các quy tắc hoạt động khác nhau. Các quy tắc này được trình bày chi tiết trong lý thuyết sắc động lực học lượng tử (QCD), là lý thuyết về tương tác quark-gluon.

## Lịch sử
Trước những năm 1970, các nhà vật lý không chắc chắn về cách thức hạt nhân nguyên tử liên kết với nhau. Người ta đã biết rằng hạt nhân được cấu tạo bởi các proton và neutron và các proton sở hữu điện tích dương, trong khi neutron trung hòa về điện. Theo sự hiểu biết của vật lý vào thời điểm đó, các điện tích dương sẽ đẩy nhau và các proton mang điện tích dương sẽ khiến hạt nhân tan rã. Tuy nhiên, điều này đã không bao giờ được quan sát thấy. Cần có lý thuyết vật lý mới để giải thích hiện tượng này.
Một lực hấp dẫn mạnh hơn đã được công nhận để giải thích cách hạt nhân nguyên tử bị liên kết bất chấp lực đẩy điện từ lẫn nhau của các proton. Lực giả thuyết này được gọi là lực mạnh, được cho là lực cơ bản tác dụng lên các proton và neutron tạo nên hạt nhân.
Sau đó người ta phát hiện ra rằng proton và neutron không phải là các hạt cơ bản, mà được tạo thành từ các hạt cấu thành gọi là quark. Lực hút mạnh giữa các nucleon là tác dụng phụ của một lực cơ bản hơn liên kết các quark lại với nhau thành proton và neutron. Lý thuyết sắc động lực học lượng tử giải thích rằng các quark mang cái gọi là điện tích màu, mặc dù nó không liên quan gì đến màu nhìn thấy được. Các hạt quark có điện tích không giống màu sắc hút nhau do tương tác mạnh và hạt làm trung gian điều này được gọi là gluon.

## Hành vi của lực tương tác mạnh

Các khớp nối cơ bản của tương tác mạnh, từ trái sang phải: bức xạ gluon, tách gluon và tự ghép gluon.

Từ mạnh được sử dụng vì lực tương tác mạnh là lực "mạnh nhất" trong bốn lực cơ bản. Ở khoảng cách 1 femtômét (1 fm = 10 −15 mét) trở xuống, sức mạnh của nó bằng khoảng 137 lần của lực điện từ, vài triệu lần lực lượng yếu và khoảng 1038 lần so với lực hấp dẫn.
Lực tương tác mạnh được mô tả bằng sắc động lực học lượng tử (QCD), một phần của mô hình tiêu chuẩn của vật lý hạt. Về mặt toán học, QCD là một lý thuyết thước đo phi Abel dựa trên một nhóm đối xứng (thước đo) cục bộ được gọi là SU (3)
Hạt mang lực của tương tác mạnh là gluon, một boson không khối lượng. Không giống như photon trong điện từ là trung hòa, gluon mang điện tích màu. Các hạt quark và gluon là những hạt cơ bản duy nhất mang điện tích màu không biến mất, và do đó chúng chỉ tham gia vào các tương tác mạnh với nhau. Lực mạnh là biểu hiện của tương tác gluon với các hạt quark và gluon khác.
Tất cả các hạt quark và gluon trong QCD tương tác với nhau thông qua lực mạnh. Độ bền của tương tác được tham số hóa bằng hằng số ghép nối mạnh. Độ bền này được thay đổi bởi điện tích màu đo của hạt, một tính chất lý thuyết nhóm.
Lực mạnh tác dụng giữa các hạt quark. Không giống như tất cả các lực khác (điện từ, lực yếu và lực hấp dẫn), lực mạnh không giảm độ mạnh khi khoảng cách giữa các cặp hạt quark ngày càng tăng. Sau khi đạt được một khoảng cách giới hạn (khoảng kích thước của một hạt hadron), nó vẫn ở độ bền khoảng 10.000 newton (N), bất kể khoảng cách giữa các quark xa hơn bao nhiêu. Khi sự phân tách giữa các quark tăng lên, năng lượng được thêm vào cặp tạo ra các cặp quark phù hợp mới giữa hai hạt ban đầu; do đó không thể tạo ra các quark riêng biệt. Lời giải thích là khối lượng công việc được thực hiện chống lại lực với độ lớn 10.000 newton đủ để tạo ra các cặp hạt - phản hạt trong một khoảng cách rất ngắn của tương tác đó. Chính năng lượng được bổ sung vào hệ thống cần thiết để kéo hai hạt quark ra xa nhau sẽ tạo ra một cặp hạt quark mới sẽ ghép nối với những hạt ban đầu. Trong QCD, hiện tượng này được gọi là sự hạn chế màu sắc; kết quả là chỉ có các hạt hadron, không phải các hạt quark tự do riêng lẻ, có thể được quan sát thấy. Sự thất bại của tất cả các thí nghiệm tìm kiếm hạt quark tự do được coi là bằng chứng của hiện tượng này.
Các hạt quark và gluon cơ bản tham gia vào một vụ va chạm năng lượng cao không thể quan sát trực tiếp được. Sự tương tác tạo ra các phản lực của các hạt hadron mới được tạo ra có thể quan sát được. Những hạt hadron đó được tạo ra, như một biểu hiện của sự tương đương về khối lượng - năng lượng, khi đủ năng lượng được tích tụ vào một liên kết quark - quark, như khi một hạt quark trong một proton bị va chạm với một hạt rất nhanh của một hạt proton tác động trong một thí nghiệm máy gia tốc hạt. Tuy nhiên, các plasmas quark – gluon đã được quan sát thấy.

## Lực mạnh dư
Không phải trường hợp mọi quark trong vũ trụ đều hút mọi quark khác theo cách thức độc lập về khoảng cách trên. Sự hạn chế màu ngụ ý rằng lực mạnh chỉ tác động mà không làm giảm khoảng cách giữa các cặp quark và rằng trong tập hợp các quark liên kết (hadron), điện tích màu thực của các quark về cơ bản bị hủy bỏ, dẫn đến giới hạn hoạt động của các lực lượng. Do đó, tập hợp các hạt quark (hadron) gần như không có điện tích màu, và lực mạnh do đó gần như không có giữa các hạt hadron đó. Tuy nhiên, việc hủy bỏ không hoàn toàn hoàn hảo và vẫn còn một lực lượng dư (mô tả bên dưới). Lực dư này giảm đi nhanh chóng theo khoảng cách, và do đó có phạm vi rất ngắn (hiệu quả là một vài femto). Nó biểu hiện như một lực giữa các hạt hadron "không màu", và đôi khi được gọi là lực hạt nhân mạnh hoặc đơn giản là lực hạt nhân.

Hình ảnh động về sự tương tác của lực hạt nhân (hoặc lực mạnh dư) giữa một proton và một neutron. Các vòng tròn đôi nhỏ có màu là gluon, có thể thấy chúng liên kết proton và neutron với nhau. Các gluon này cũng giữ tổ hợp quark / phản quark được gọi là pion với nhau, và do đó giúp truyền một phần dư của lực mạnh ngay cả giữa các hạt hadron không màu. Anticolors được hiển thị theo sơ đồ này. Để có phiên bản lớn hơn, bấm vào đây

Lực hạt nhân tác động giữa các hạt hadron, được gọi là meson và baryon. "Lực mạnh dư" này, tác động gián tiếp, truyền các gluon tạo thành một phần của π ảo và ρ meson, đến lượt nó, truyền lực giữa các nucleon giữ hạt nhân (ngoài protium) với nhau.
Do đó, lực mạnh dư là phần dư nhỏ của lực mạnh liên kết các quark với nhau thành proton và neutron. Lực tương tự này yếu hơn nhiều giữa neutron và proton, bởi vì nó chủ yếu bị trung hòa bên trong chúng, giống như lực điện từ giữa các nguyên tử trung hòa (lực van der Waals) yếu hơn nhiều so với lực điện từ giữ electron liên kết với hạt nhân., tạo thành các nguyên tử.
Không giống như các lực lượng mạnh riêng của mình, lực lượng mạnh dư giảm sức mạnh, và nó trong thực tế giảm nhanh chóng khi khoảng cách tăng lên. Sự giảm xuống gần như là một lũy thừa âm của khoảng cách, mặc dù không có biểu thức đơn giản nào được biết về điều này; nhìn thấy tiềm năng của Yukawa. Sự giảm nhanh theo khoảng cách của lực dư hấp dẫn và sự giảm ít nhanh hơn của lực đẩy điện từ tác dụng giữa các proton trong hạt nhân, gây ra sự mất ổn định của các hạt nhân nguyên tử lớn hơn, chẳng hạn như tất cả những hạt có số nguyên tử lớn hơn 82 (nguyên tố chì).
Mặc dù lực hạt nhân yếu hơn lực tương tác mạnh, nhưng nó vẫn có năng lượng cao: sự chuyển tiếp tạo ra tia gamma. Khối lượng của một hạt nhân khác đáng kể so với tổng khối lượng của các nucleon riêng lẻ. Sự khiếm khuyết khối lượng này là do thế năng liên kết với lực hạt nhân. Sự khác biệt giữa khuyết tật khối lượng năng lượng tổng hợp hạt nhân và phân hạch hạt nhân.

## Hợp nhất
Cái gọi là Lý thuyết thống nhất lớn (GUT) nhằm mục đích mô tả tương tác mạnh và tương tác điện yếu như các khía cạnh của một lực đơn lẻ, tương tự như cách tương tác điện từ và tương tác yếu được thống nhất bởi mô hình Glashow – Weinberg – Salam thành tương tác điện yếu. Tương tác mạnh có một đặc tính gọi là tự do tiệm cận, trong đó cường độ của lực mạnh giảm dần ở năng lượng (hoặc nhiệt độ) cao hơn. Năng lượng theo lý thuyết mà sức mạnh của nó bằng với tương tác điện yếu là năng lượng hợp nhất lớn. Tuy nhiên, chưa có Lý thuyết Đại thống nhất nào được xây dựng thành công để mô tả quá trình này, và Lý thuyết thống nhất vẫn là một vấn đề chưa được giải đáp trong vật lý.
Nếu GUT là đúng, sau Vụ nổ lớn và trong kỷ nguyên điện yếu của vũ trụ, lực điện yếu tách ra khỏi lực mạnh. Theo đó, một kỷ nguyên thống nhất lớn được cho là đã tồn tại trước thời kỳ này.